# Pierre-Toussaint Aillaud
Pierre-Toussaint Aillaud est un prêtre, poète satirique, didactique, élégiaque et épique, né à Montpellier le 1er novembre 1759, et mort à Montauban le 15 janvier 1827.

## Biographie
Pierre-Toussaint Aillaud est né à Montpellier. Peu après sa naissance, sa famille déménage à Montauban où son père est le maître d'hôtel d'Anne-François-Victor Le Tonnelier de Breteuil, évêque de Montauban nommé en 1762. Il est entré au collège de Montauban. Il a été pris en amitié par un de ses professeurs, l'abbé Antoine-Bernard Teulières (né en 1741), qui a été professeur de rhétorique pendant 30 ans. À la fin de ses études au collège il est entré au grand séminaire où l'appeler sa vocation.
En 1783, il publie un poème héroïco-comique,les Banquettes, sur un débat de préséance dans le chapitre cathédral, entre les chanoines et les prébendés. Il envoie la même année à l'Académie de Montauban un poème sur le Commerce qui lui a valu un accessit. En 1787, il est hebdomadier au chapitre cathédral quand il remporte le prix de poésie de l'Académie de Montauban pour son poème Influence du climat sur le goût.
En 1789, quand la Révolution éclate, il est choisi comme aumônier de la garde nationale de Montauban. Pour la bénédiction de ses drapeaux dans la cathédrale de Montauban, il prononce un discours, en novembre 1789 : « Songez que la liberté est le premier bienfait que nous attendons de vous, non une liberté orageuse, dont les soupirs seraient des conclusions qui, pour se soutenir, ferait régner autour d'elle la terreur, la proscription et la mort, mais cette liberté tranquille qui, assise sur les fondements inébranlables, repousse la rage des factions, la fureur des partis, les désordres de l'anarchie, et assure à jamais la gloire et le bonheur de l'État ».
En 1790, il publie les Délassements poétiques « en rappelant les Français au culte de la littérature, et en les suppliant de ne plus se livrer à des scènes sanglantes qui les déshonoiraient déjà ». Seule la première partie est publiée.
Le diocèse est supprimé avec l'adoption par décret de la Constitution civile du clergé le 12 juillet 1790. Montauban n'étant pas alors chef-lieu de département, il n'y a pas d'évêque constitutionnel. Toutes les administrations qui faisaient l'importance de Montauban sont supprimées, dispersant la brillante société montalbanaise. Pour échapper à la persécution après la promulgation de la loi contre les prêtres qui avaient refusé de prêter serment à la constitution, il se réfugie en Espagne avec son frère, aumônier à l'hospice. Il échappe de peu à la mort près de Saint-Sébastien au cours d'une tempête. Peandant son séjour en Espagne, il contracte une maladie nerveuse dont il a souffert le reste de sa vie. Pendant son séjour espagnol il traduit et adapte l’Apothéose de Thérésine, un poème élégiaque espagnol en cinq chants, espèce d'hymne à l'amitié. Il écrit aussi L’Auberge espagnole ou la Nouvelle Chartreuse, conte en petits vers à la manière de Jean-Baptiste Gresset. Avant leur publication à Montauban, en 1802, il était entré secrètement à Montauban pensant que l'orage révolutionnaire était passé. Cependant le commandant de la place, bien qu'il soit protestant, Jean-Isaac Combes-Brassard, futur colonel de l'armée impériale, lui a proposé de le loger dans sa maison pour plus de sécurité. Il a pu sortir de sa retraite le calme revenu progressivement avec Bonaparte premier consul. 
En 1796, avec deux anciens académiciens, Lane et l'abbé Teulières, et quelques amis des lettres et des sciences, il fonde une société littéraire, la Société des sciences et des arts de Tarn-et-Garonne, à Montauban, composée de trois sections de quinze membres résidants et de quinze membres associés correspondants. Le 10 novembre 1799, il fonde l’Athénée de la jeunesse de Montauban, établissement destiné à rassembler les vocations poétiques. L'Athénée publie un  Recueil de pièces diverses lues aux séances publiques de l’Athénée de la jeunesse de Montauban fondé par l’abbé Aillaud, à Montauban, chez Fontanel, an X.
Il est privé de toute activité ecclésiastique. Il se tourne vers l’éducation des enfants et ouvre une école secondaire avec un autre prêtre réfractaire, l’abbé Porcet en 1806. En 1808, il est nommé professeur de rhétorique au collège de Montauban. En 1821, à la mort de M. Dupuntis, il est nommé bibliothécaire de la ville de Montauban. Il le reste jusqu'à sa mort, le 15 janvier 1827.

## Publications
- L'Apothéose de Thérèsine, poème élégiaque en cinq chants, Montauban, Imprimerie de Charles Crosilhes, 1802, VIII-77 p. (lire en ligne)
- Tableau politique, moral et littéraire de la France, depuis le règne de Louis Le Grand jusques en 1815, renfermé dans le développement de cette question : Quels ont été les effets de la décadence des mœurs sur la littérature française ?, Montauban, chez Aillaud/chez Le pélicier (lire en ligne)
- L'Égyptiade, poème héroïque en 12 chants, 1802 que le censure impériale a censuré et n'a pu être imprimée à Toulouse qu'en 1813. Les chants supprimés dans l'édition de 1813 sont publiés en 1821 sous le titre ''Fastes poétiques de la Révolution française
- Cléopâtre à Auguste, Montauban, imprimerie de Charles Grosilhes, 1803, XII-32 p.
- Le Nouveau lutrin ou les Banquettes, poème en 8 chants, Montauban, imprimerie Grosilhes, 1803, nouvelle édition différente de celle de 1783
- Aventures dans le jardin de l'Avarice, combat contre un singe dans la vallée de Misère, poème allégorique, Marseille, Imprimerie d'Hervé Terrasson, 1813, 15 p. (lire en ligne)
- Le triomphe de la révélation , poème en quatre chants, Paris, Le Normand imprimeur-libraire, 1815 (lire en ligne)
- Les Argonautes de l'humanité, ou Expédition pour la délivrance des esclaves chrétiens contre les peuples barbaresques de l'Afrique, poème en deux chants, Montauban, Imprimerie de F. Grosilhes, 1816
- Jean-Jacques Rousseau dévoilé, ou Réfutation de son "Discours" contre les sciences et les lettres, Montauban, imprimerie de P. Crosilhes, 1817, 56 p. (lire en ligne)
- Fastes poétiques de la Révolution française, poème en quatre chants, Montauban, Imprimerie de Ph. Crosilhes, 1821 (lire en ligne)
- Traduction en vers français de quelques odes choisies d'Horace, par M. l'abbé Aillaud, Montauban, imprimerie de Crosilhes, 1821, 24 p.
- La Nouvelle Henriade, poëme héroïque en douze chants, Montauban, imprimerie de Ph. Crosilhes, 1826
- Poésies, Montauban, Rethoré l'ainé, 1827

## Pour approfondir